# Cinemateca Nazionale di Venezuela
La Cinemateca Nazionale del Venezuela è un'istituzione pubblica venezuelana, fondata nel 1966 dalla regista venezuelana Margot Benacerraf. La Cinemateca Nazionale ha come obiettivo il restauro, l'archiviazione, la conservazione e la divulgazione della memoria cinematografica del Venezuela. La Cinemateca Nazionale possiede più di 85.000 bobine di pellicola, 400 sceneggiature, 30.180 fotografie, 420 poster e 30.000 libri e riviste.

## Storia

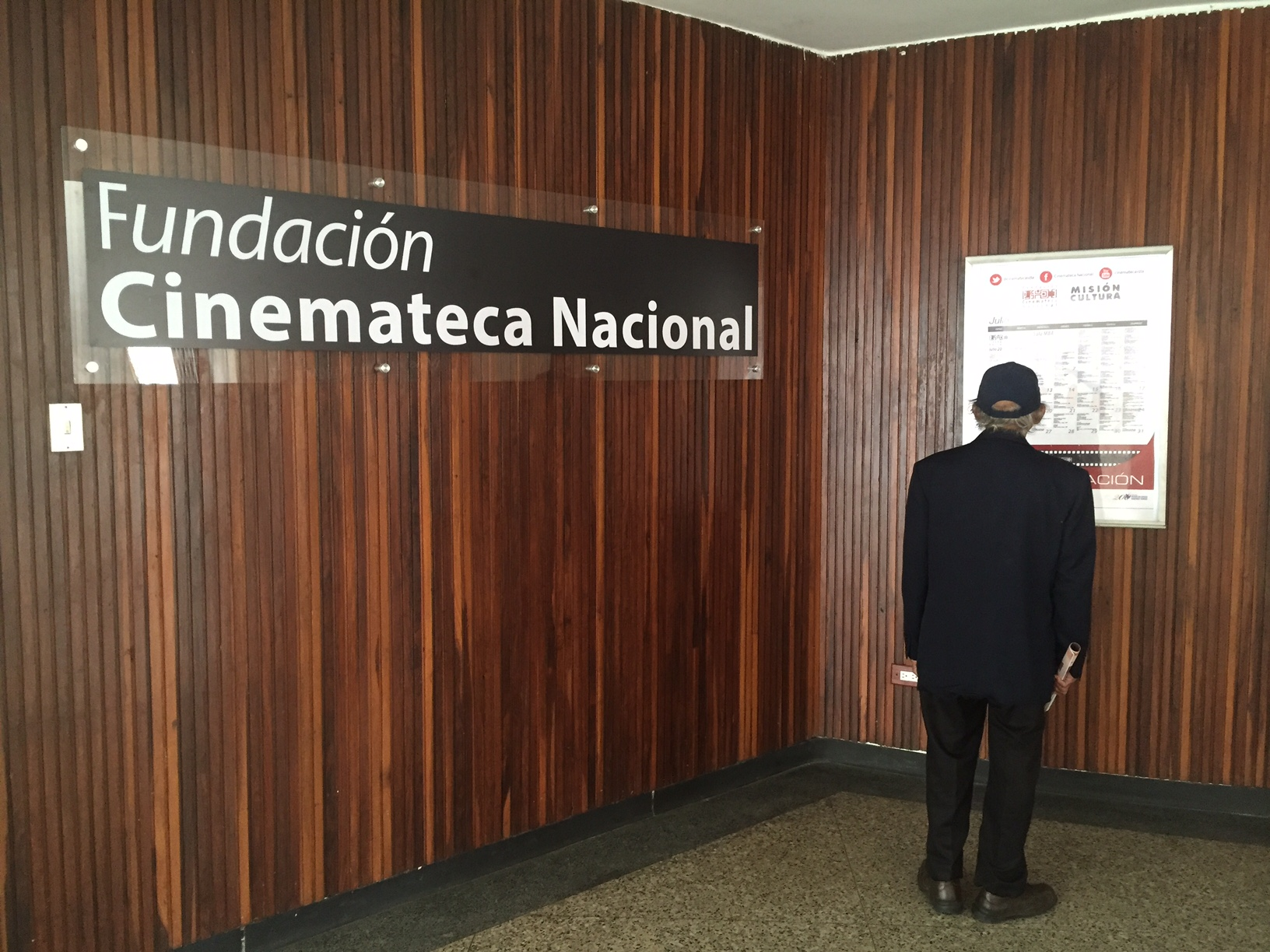
Sala della Cinemateca Nazionale nel Museo de Bellas Artes.

Nel 1956 Margot Benacerraf viene incaricata da Henry Langlois di rappresentare la Federazione internazionale degli archivi filmografici (FIAF) in Venezuela e di studiare la possibilità di creare una cineteca a Caracas. Nel 1959, Inocente Palacios nomina Benacerraf direttrice della Cinemateca Nazionale, che avrebbe fatto parte del previsto Museo d'Arte Moderna, anche se questo progetto non si realizza. Parallelamente, Antonio Pasquali, Rodolfo Izaguirre, Sergio Baroni e Lorenzo Batallán presentano a Francisco De Venanzi, rettore dell'Università Centrale del Venezuela, un progetto per la creazione di una Cinemateca Nazionale, che avrebbe funzionato nella Biblioteca Centrale dell'Università.
Nel 1964, sotto la presidenza di Rómulo Betancourt, viene creato l'Istituto Nazionale di Cultura e Belle Arti (INCIBA), e Benacerraf viene nominata direttrice della Divisione di Studi e Programmi. Lì, nel maggio del 1965, Benacerraf propone la Cinemateca.
Finalmente la Cinemateca è stato fondata il 4 di maggio di 1966 e Benacerraf è designata come presidentessa.

## Sale
La Cinemateca Nazionale dispone di due sale a Caracas: una nelle installazioni del Museo de Bellas Artes de Caracas, e l'un'altra nel Centro di Studi Latinoamericanos Rómulo Galiziani (CELARG). Inoltre, dispone di sale situate nelle seguenti città del Venezuela: Barcellona, Barquisimeto, Calabozo, Cumaná, Guanare, Maracay, Maracaibo, Pampatar, Porto Ayacucho, San Carlo, San Felipe, San Fernando d'Apure, Valera e San Cristóbal.
| Sala                  | Indirizzo                                                              |
| --------------------- | ---------------------------------------------------------------------- |
| Museo de Bellas Artes | Plaza de los museos, Museo de Bellas Artes Caracas                     |
| CELARG                | Av. Luis Roche con 3ra. transversal, Altamira, Caracas                 |
| Barcellona            | Av. Paparoni con calle La Flores, Barcellona                           |
| Barquisimeto          | Av. Vargas, entre av. Uruguay y carrera 15, Barquisimeto               |
| Calabozo              | 1era. Av. Centro Administrativo, Calabozo                              |
| Cumaná                | Av. Perimetral, sector El Monumento, paroquia Santa Inés, Cumaná       |
| Guanare               | Centro Cultural Carlos Emilio Muñoz, carrera 5ta con calle 16, Guanare |
| Macuto                | Sector La Guzmania, av. La Playa, Macuto                               |
| Maracaibo             | Urb. Il Pinar, calle 115, av. 23, Maracaibo                            |
| Pampatar              | Prolongación calle 3 de Mayo, vía población de la Caranta, Pampatar    |
| Porto Ayacucho        | Av. Río Negro con calle Atabapo, Porto Ayacucho                        |
| San Carlo             | Plaza Manuel Manrique, av. Bolívar, curce con Av. Caracas, San Carlo   |
| San Cristóbal         | Av. Carabobo con av. Séptima, San Cristóbal                            |
| San Felipe            | Av. Intercomunal San Felipe El Fuerte, San Felipe                      |
| San Fernando          | Av. España, San Fernando d'Apure                                       |
| Valera                | Sector La Plata, av. Independencia, Valera                             |

## Archivio filmico
Dal 1998 l'archivio della Cinemateca si trova nella Biblioteca Nazionale, centralizzando in un unico spazio la maggior parte dei materiali filmici prodotti in Venezuela. Questo archivio dispone di strutture progettate per la conservazione e il restauro di film e materiali audiovisivi, garantendo che il patrimonio cinematografico del paese venga preservato in modo adeguato.
L'archivio della Cinemateca Nazionale dispone di più di 85.000 bobine di pellicola, 30.180 fotografie e 420 manifesti. Tra i tesori presenti in questo archivio ci sono più di 50 pellicole realizzate in Venezuela prima del 1950, che hanno prolungato la loro vita grazie al processo di duplicazione dei negativi. Tra queste, si trova la pellicola di finzione più antica finora ritrovata, Don Leandro el Inefable (1919) di Lucas Manzano, e alcune gemme dei primi anni del cinema sonoro, come La venus de nácar (1932) di Efraín Gómez, Reverón (1938) di Edgar J. Anzola, La danza de los esqueletos (1934), il primo cortometraggio animato venezuelano, prodotto nei Laboratori Nazionali, diretto da Herbert Weisz e sonorizzato da Efraín Gómez, e Taboga y hacia El Calvario (1938) di Rafael Rivero.

## Presidenti
- Margot Benacerraf, 1966-1968
- Rodolfo Izaguirre, 1968-1988
- Carmen Luisa Cisneros, 1988
- Ricardo Tirato, 1988-1991
- Oscar Lucien, 1991-1994
- Fernando Rodríguez, 1994-1999
- Jacobo Penzo, 1999-2002
- Xavier Sarabia, 2005-2009
- Gustavo Michelena, 2009-2013
- Xavier Sarabia, 2013-2016
- Bianco Re, 2016-2017

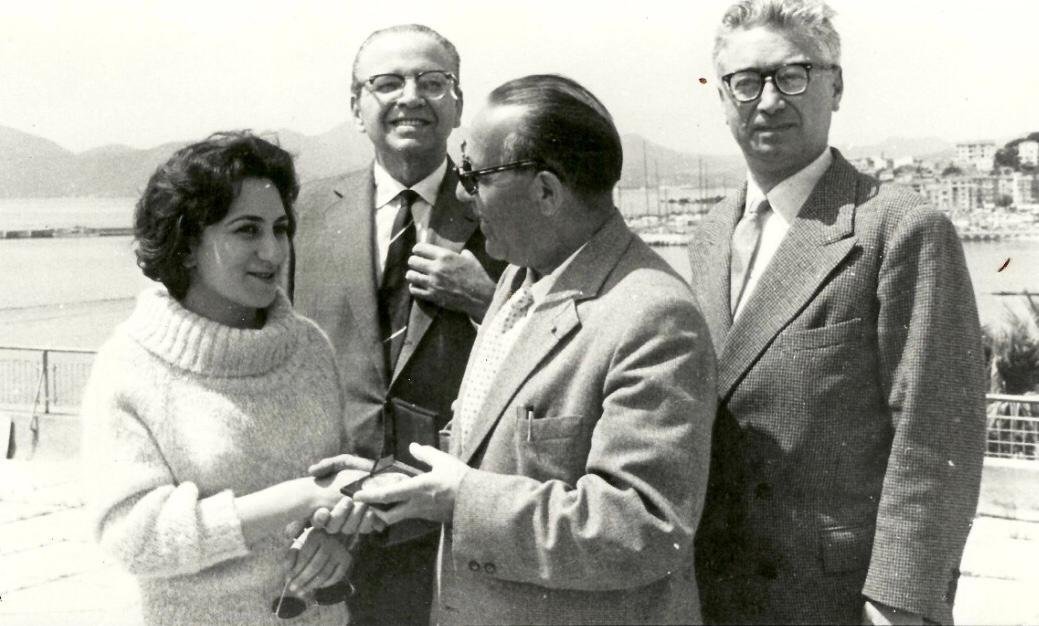
Margot Benacerraf e Mariano Picón Sale accanto a #membro della giuria del Festival di Cannes.

- William Rafael Santana Cedeño, 2017-2020
- Vladimir Sosa Sarabia, 2020-attualità